# Mỏ Kollur

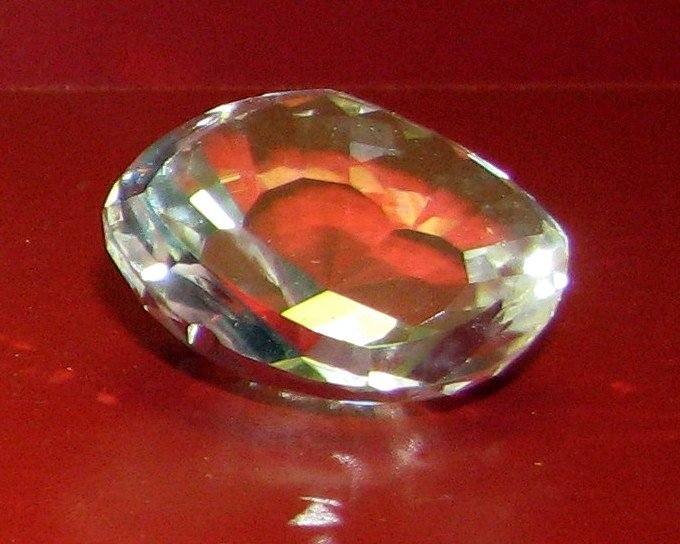
Bản sao thủy tinh của viên kim cương Koh-i-Noor nguyên bản. (chụp từ Viện bảo tàng Reich der Kristalle tại Munich.) đào được từ mỏ Kollur

Mỏ Kollur là một mỏ tại Ấn Độ nơi nhiều viên kim cương nổi tiếng đã được tìm thấy.
Mỏ Kollur tọa lạc tại huyện Guntur, Andhra Pradesh của Ấn Độ là một trong những mỏ kim cương có năng suất cao nhất trên thế giới và là trung tâm kim cương lớn đầu tiên. Nó nằm trên hữu ngạn của sông Krishna. Mỏ hoạt động giữa thế kỷ XVI đến giữa thế kỷ XIX. Ngoài mỏ Kollur, các mỏ Paritala, Gollapally, Mallavally, Ramallakota, và Banganapally là mỏ cực kỳ năng suất ở Ấn Độ trong giai đoạn này. Ở đỉnh cao sản xuất, người ta ghi nhận có khoảng 60.000 người khai thác khu vực, bao gồm cả đàn ông, phụ nữ và trẻ em ở mọi lứa tuổi.